# Гальберг, Самуил Иванович
Самуи́л Ива́нович Га́льберг (Самуи́л Фри́дрих Га́льберг) (2 [13] декабря 1787, мыза Каттентак, Ревельская губерния — 10 [22] мая 1839, Санкт-Петербург) — русский скульптор, представитель классицистической школы, портретист и монументалист; младший брат архитектора Ивана Гальберга, ученик Ивана Мартоса. Автор посмертной маски Александра Пушкина. Академик (с 1830) и профессор (с 1836) Императорской Академии художеств.

## Биография

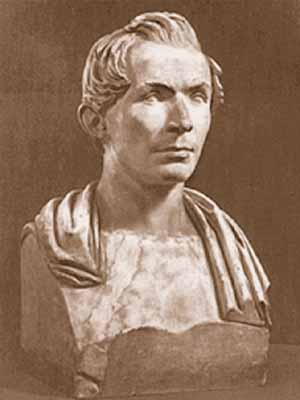
Самуил Иванович Гальберг (бюст)

Самуил (Фридрих) Иванович Гальберг родился 2 (13) декабря 1787 года в шведской семье в мызе Каттентак Ревельской губернии Российской империи (ныне Хальяла, Эстония).
Учился в Императорской Академии художеств (1795—1808) у И. П. Мартоса; за время обучения получил малую серебряную (в 1803), большую серебряную (в 1806), поощрительную золотую медаль на счет сенатора М. Н. Муравьева и малую золотую медаль (1807) за исполненный по программе барельеф «Анания, Азария и Мисаил пред Навуходоносором». При окончании академического курса, в 1808 году, был удостоен большой золотой медали за барельеф «Марфа Посадница приводит к своему деду, Феодосию, жениха своей дочери». Пенсионер Академии художеств в Риме (1818—1828), где пользовался советами Б. Торвальдсена.
По возвращении в Петербург, исполнял должность адъюнкт-профессора скульптуры при Академии (с 1829). Получил звание академика ИАХ (1830). Исправлял должность профессора 2-й степени (1831). Был утверждён в звании профессора (1836) без исполнения программы, обыкновенно требующегося для его получения, как художник, уже снискавший себе известность прежними трудами.
Был женат на дочери скульптора В. И. Демут-Малиновского, Елизавете Васильевне. 11 ноября 1838 года у пары родилась дочь Ольга, а 2 декабря того же года была крещена при восприемстве старшего брата и тёщи скульптора: архитектора И. И. Гальберга и Е. Ф. Демут-Малиновской соответственно.
Умер 10 (22) мая 1839 года в Петербурге, оставив неоконченным надгробие Сильвестру Щедрину в Сорренто (закончен Антоном Ивановым и Петром Ставассером; отлит бароном Петром Клодтом). Был похоронен на Волковом лютеранском кладбище; могила утрачена.

## Труды
В ранний период создал идиллические произведения «Ахиллес», «Фавн, или начало музыки» (гипс, 1825; мрамор, 1830, Русский музей, Санкт-Петербург). Автор скульптурных портретов В. А. Глинки (гипс, 1819, Русский музей) и А. С. Пушкина (бронза, 1837, Всероссийский музей А. С. Пушкина, г. Пушкин).
Гальберг — автор эскизов и проектов памятников Г. Р. Державину в Казани (1833, открыт в 1847 году, уничтожен в 1932 году; современная реконструкция работы татарского скульптора Махмуда Гасимова открыта в 2003 году), Н. М. Карамзину в Симбирске (ныне Ульяновск; 1836, открыт в 1845).

## Ошибочно приписываемые Гальбергу работы
Гальбергу ошибочно приписывали «Бюст императрицы Екатерины II» (Моршанск), выполненный Александром фон Боком.

## Галерея

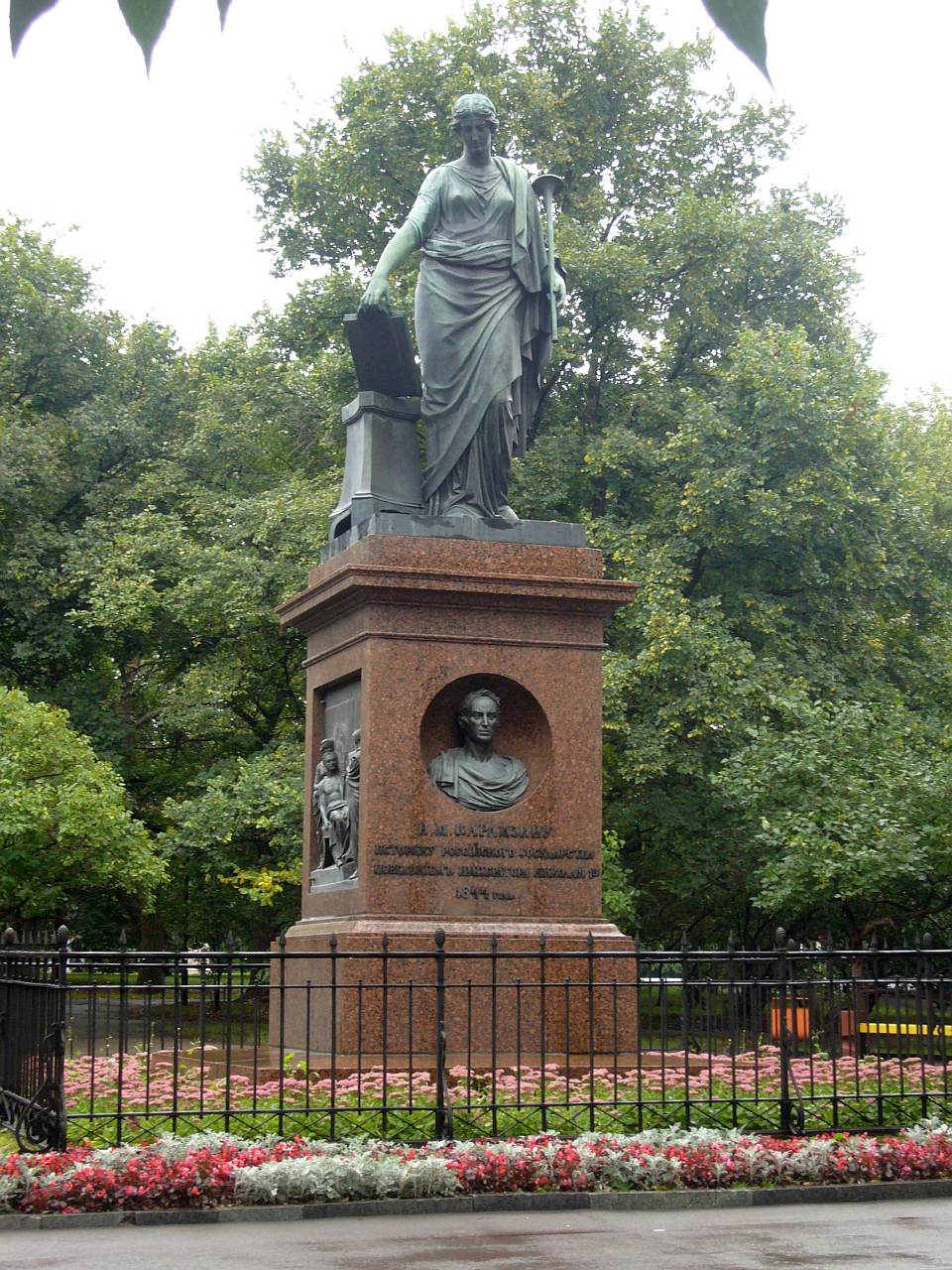
Памятник Н. М. Карамзину в Ульяновске (1839)
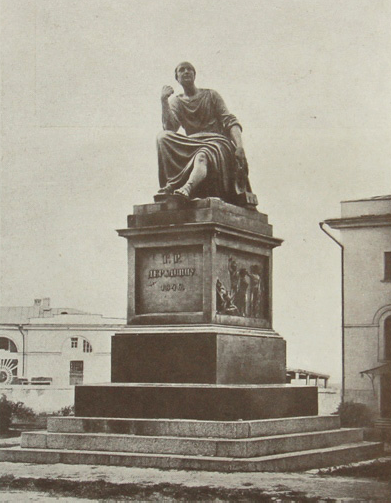
Памятник Г. Р. Державину в Казани (1847)

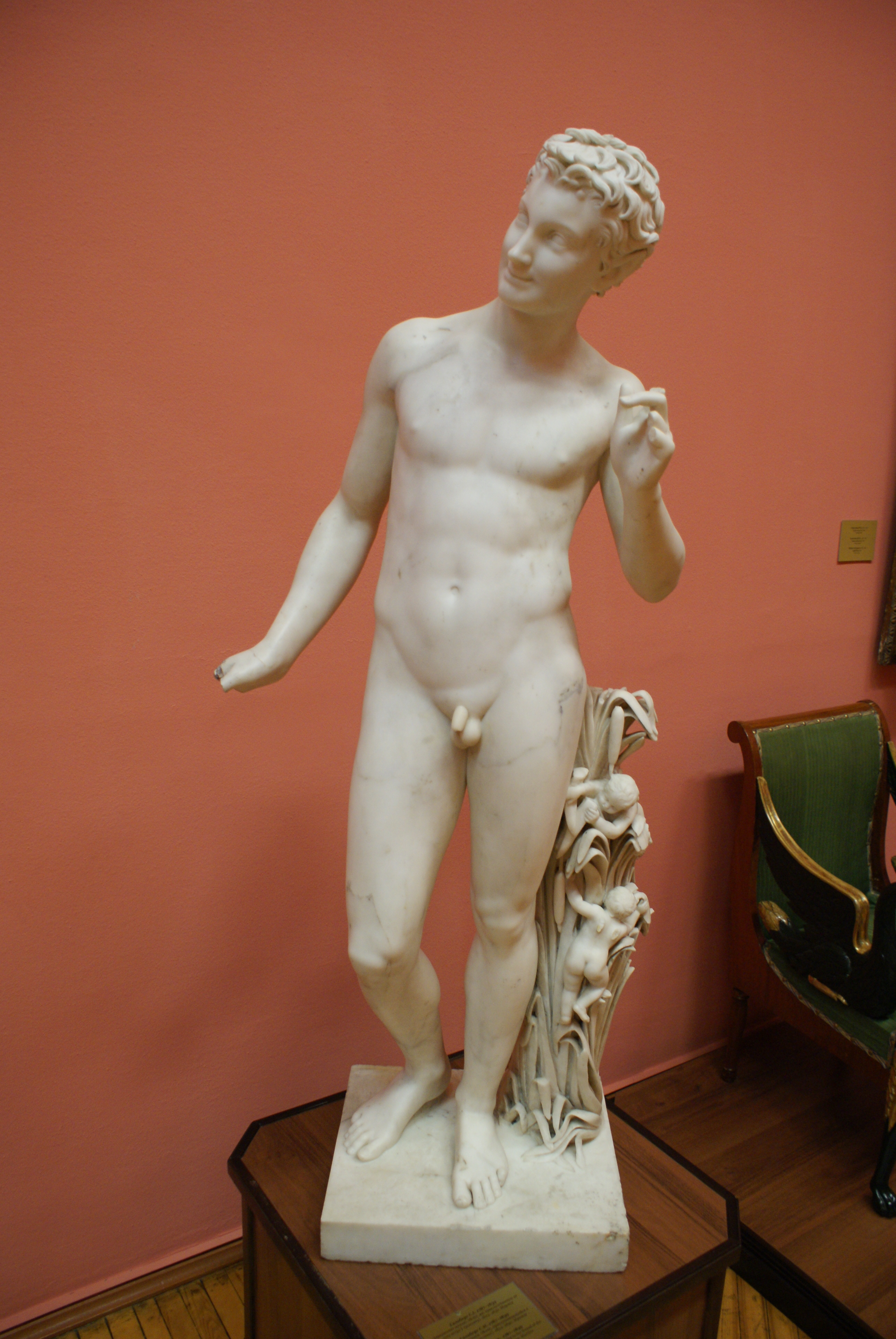
Фавн, или начало музыки (1825)
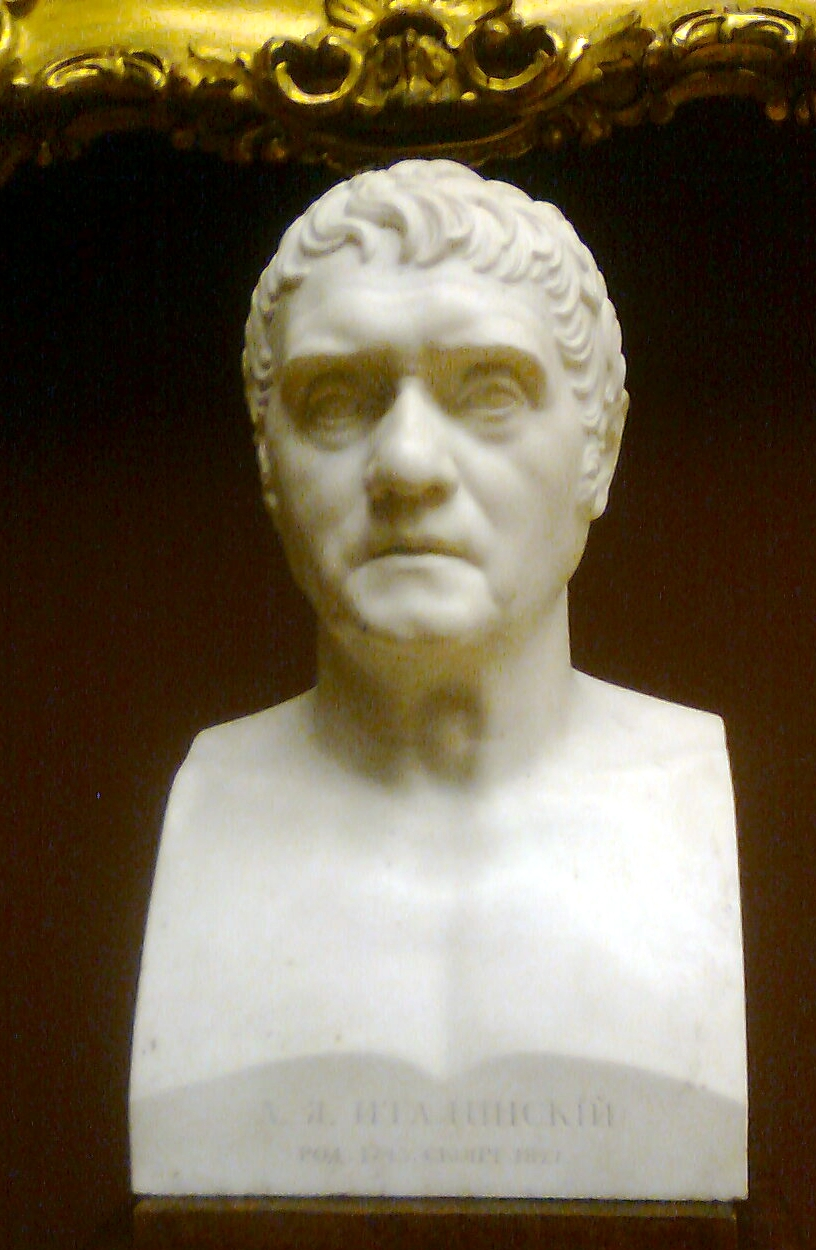
Бюст А. Я. Италинского» (1823) ГРМ
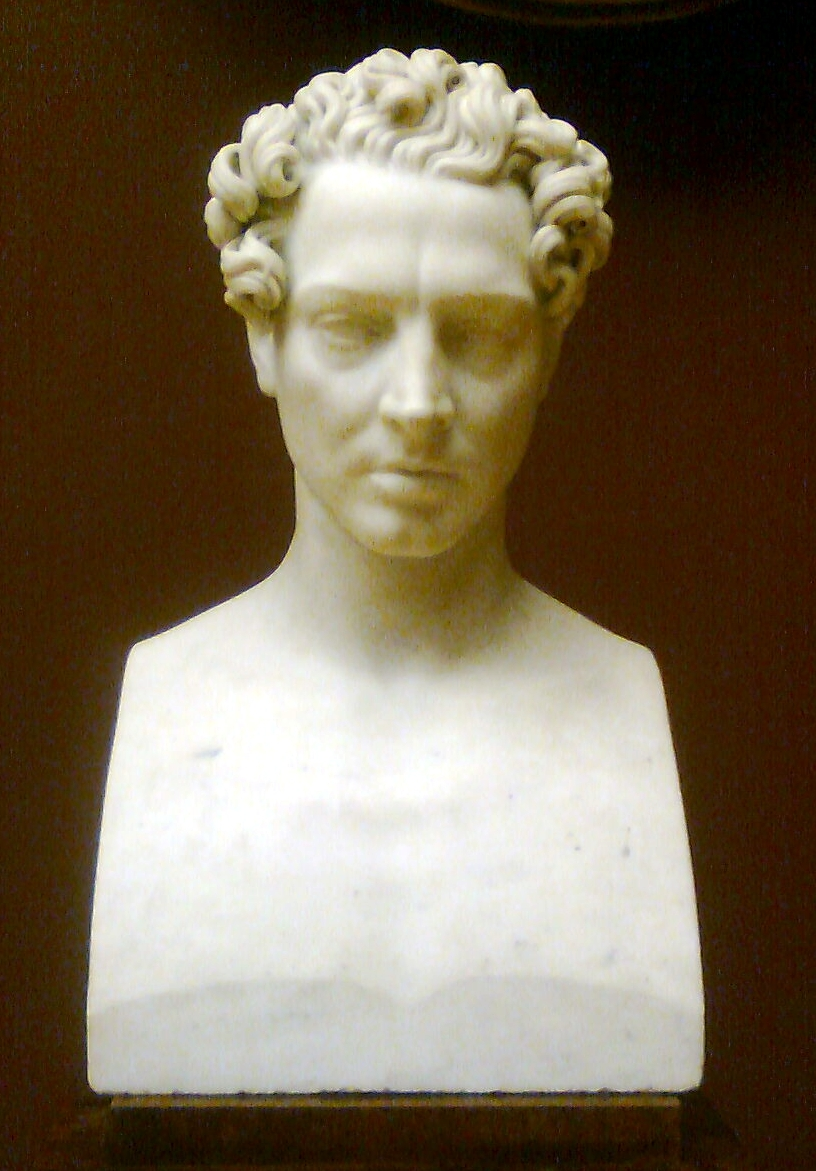
Бюст В. А. Перовского (1829) ГРМ
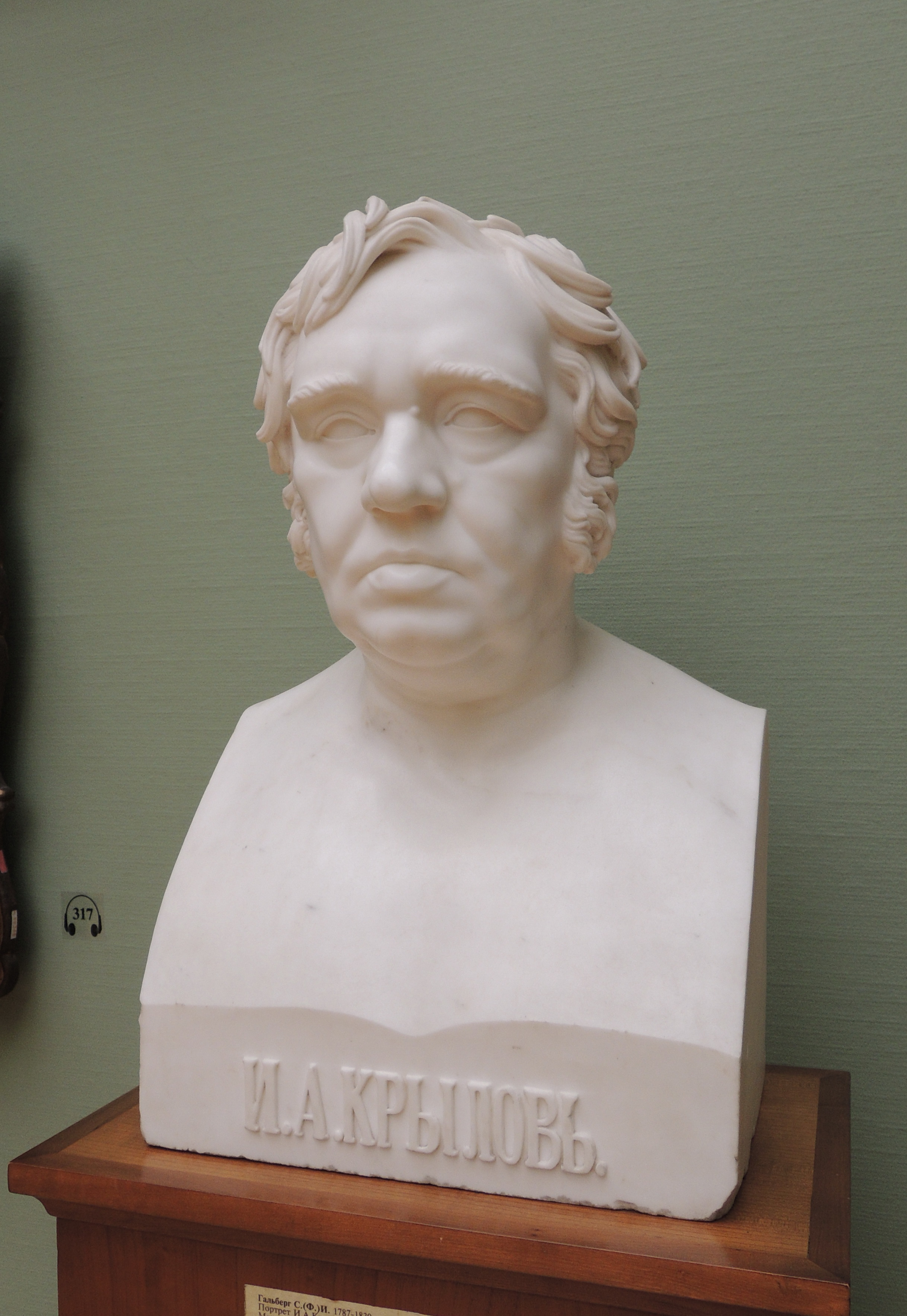
Бюст И. А. Крылова (1830) ГТГ
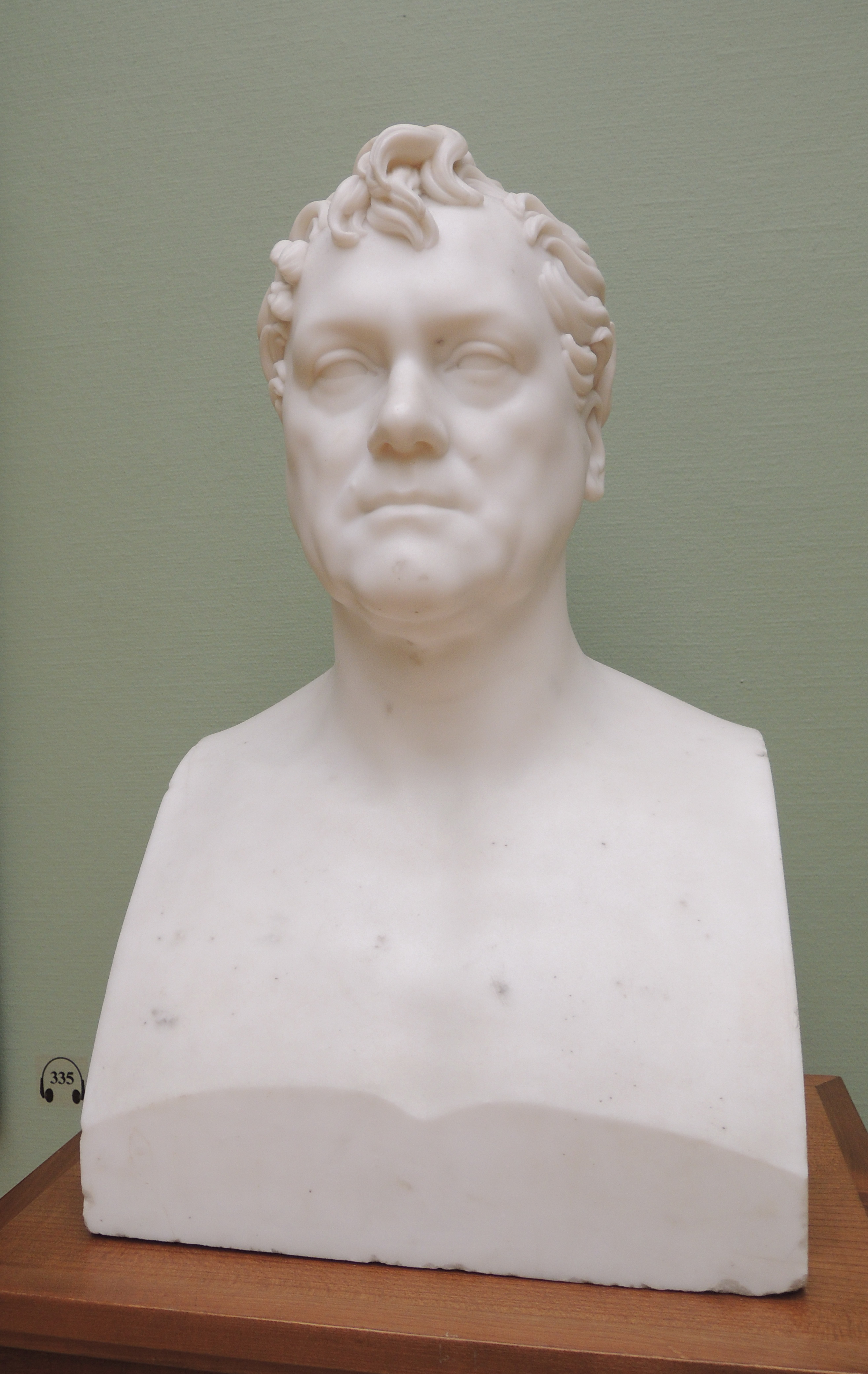
Бюст Д. В. Голицина (1835) ГТГ
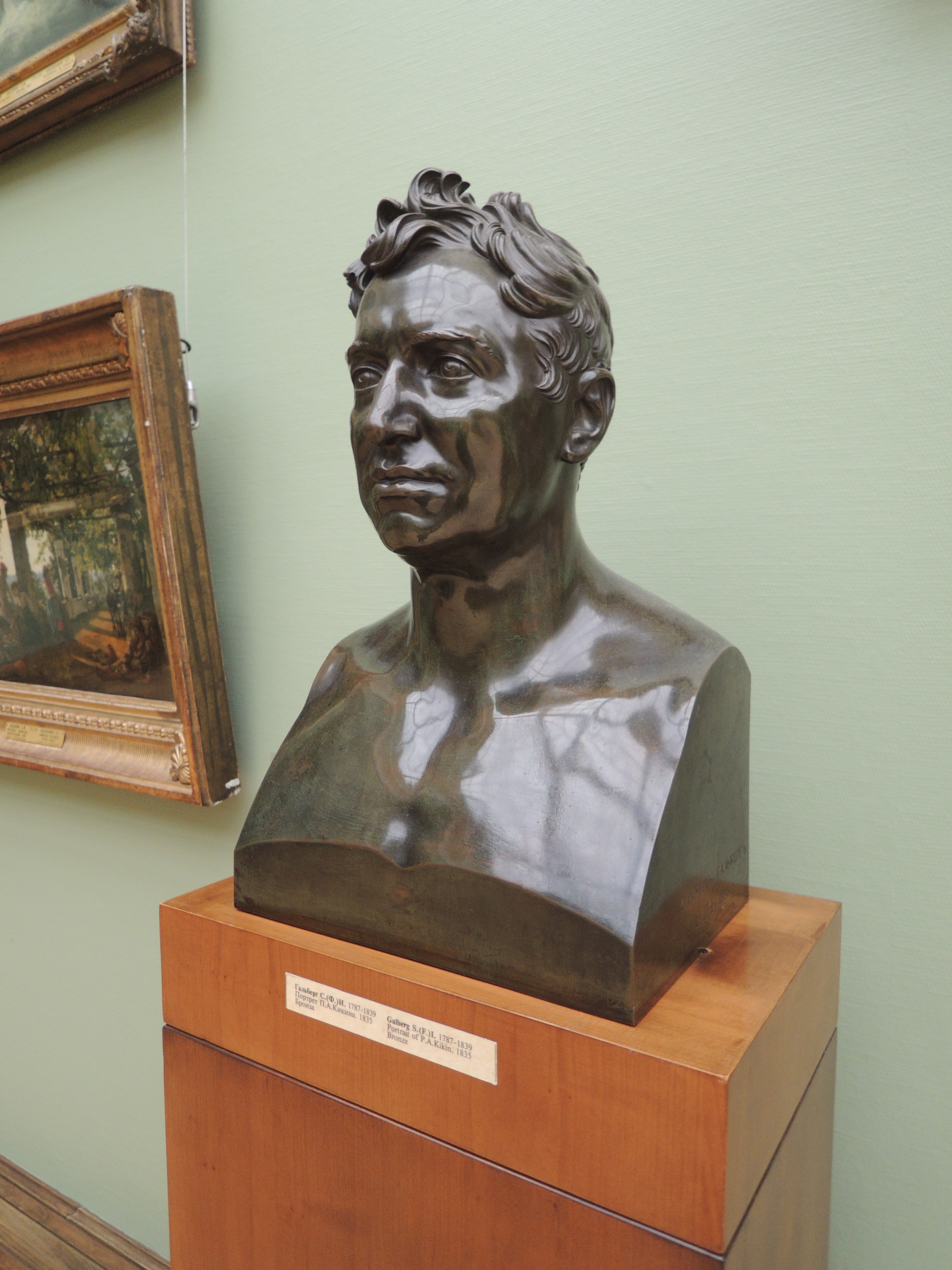
Бюст П. А. Кикина (1835) ГТГ
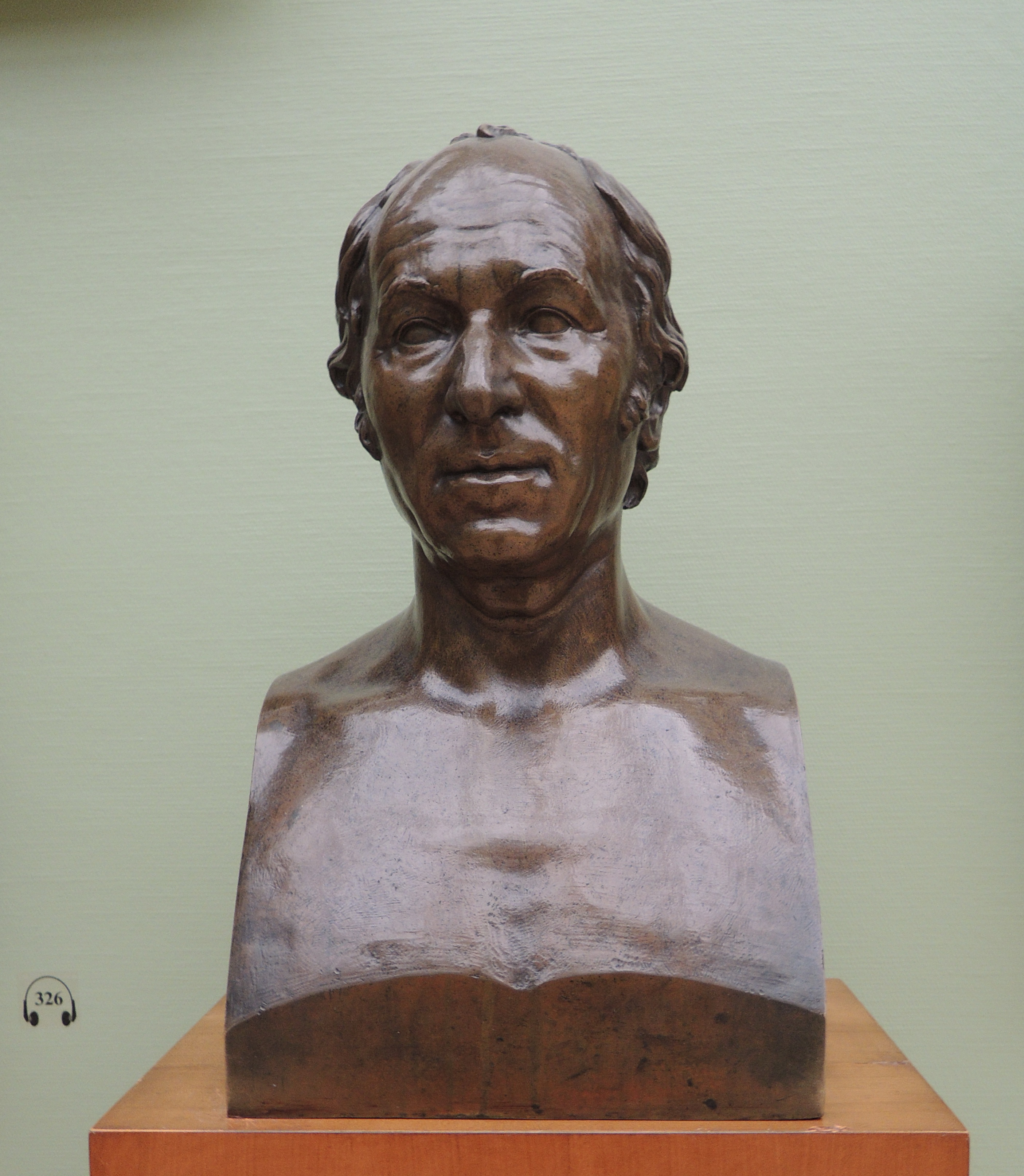
Бюст скульптора И. П. Мартоса (1837) ГТГ

## Публикации
- Гальберг С. И. Скульптор Самуил Иванович Гальберг в его заграничных письмах и записках, 1818–1828 : приложение ко II тому «Вестника изящных искусств» / Собрал В. Ф. Эвальд. — СПб. : Тип. М. М. Стасюлевича, 1884. — 185, II с., 1 л. фронт. (портр.), 2 л. ил.